# Alimini
Alimini este o arie protejată (arie specială de conservare — SAC, sit de importanță comunitară — SCI) din Italia întinsă pe o suprafață de 3.716 ha, din care 60 % marine.

## Localizare
Centrul sitului Alimini este situat la coordonatele 40°12′05″N 18°28′32″E / 40.201389°N 18.475556°E.

## Înființare
Situl Alimini a fost declarat sit de importanță comunitară în iunie 1995 pentru a proteja 44 de specii de animale. Situl a fost protejat și ca arie specială de conservare în martie 2018.

## Biodiversitate
Situată în ecoregiunea mediteraneană, aria protejată conține 13 habitate naturale: Mlaștini calcaroase cu Cladium mariscus și specii de Caricion davallianae, Dune de coastă cu Juniperus spp., Pajiști umede mediteraneene cu ierburi înalte de Molinio-Holoschoenion, Dune cu tufărișuri sclerofile Cisto-Lavenduletalia, Tufărișuri halofile mediteraneene și termo-atlantice (Sarcocornetea fruticosi), Straturi cu Posidonia (Posidonion oceanicae), Pășuni mediteraneene udate de apa mării (Juncetalia maritimi), Lagune de coastă, Dune împădurite cu Pinus pinea și/sau Pinus pinaster, Peșteri marine scufundate complet sau parțial, Lacuri eutrofice naturale cu vegetație de tip Magnopotamion sau Hydrocharition, Păduri termofile cu Fraxinus angustifolia, Vegetație anuală la limita mareei.
La baza desemnării sitului se află mai multe specii protejate:
- păsări (38): privighetoare-de-baltă (Acrocephalus melanopogon), pescăruș albastru (Alcedo atthis), rață sulițar (Anas acuta), rață pitică (Anas crecca), rață mare (Anas platyrhynchos), gâscă cenușie (Anser anser), egretă mare (Ardea alba), stârc roșu (Ardea purpurea), stârc galben (Ardeola ralloides), rață-cu-cap-castaniu (Aythya ferina), rața moțată (Aythya fuligula), rață roșie (Aythya nyroca), buhai de baltă (Botaurus stellaris), caprimulg (Caprimulgus europaeus), chirichița cu obraz alb (Chlidonias hybrida), chirighiță neagră (Chlidonias niger), erete de stuf (Circus aeruginosus), erete vânăt (Circus cyaneus), erete alb (Circus macrourus), erete cenușiu (Circus pygargus), egretă mică (Egretta garzetta), lișiță (Fulica atra), becațină comună (Gallinago gallinago), găinușă de baltă (Gallinula chloropus), cocor (Grus grus), piciorong (Himantopus himantopus), stârc pitic (Ixobrychus minutus), rață fluierătoare (Mareca penelope), stârc de noapte (Nycticorax nycticorax), vultur pescar (Pandion haliaetus), Phalacrocorax carbo sinensis, lopătar (Platalea leucorodia), țigănuș (Plegadis falcinellus), cresteț pestriț (Porzana porzana), Spatula clypeata, rață cârâitoare (Spatula querquedula), chiră mică (Sternula albifrons), Zapornia parva
- nevertebrate (2): Vertigo angustior, Vertigo moulinsiana
- reptile (4): șarpele cu patru dungi (Elaphe quatuorlineata), țestoasa de baltă (Emys orbicularis), țestoasă bănățeană (Testudo hermanni), elaphe situla (Zamenis situla)

Pe lângă speciile protejate, pe teritoriul sitului au mai fost identificate 26 de specii de plante, 2 specii de amfibieni, 1 specie de nevertebrate, 7 specii de reptile.